# Wattimme
Wattimme (ofta förkortat Wh) är en energienhet som definieras som den energi som en effekt (energiomvandling per tidsenhet) på en watt omvandlar under loppet av en timme och motsvarar alltså 3 600 wattsekunder (3 600 joule). En joule är SI-enheten för energi. Wattimme är en sammansatt enhet som med enhetssymboler uttrycks W·h.
Enheten kilowattimme, kWh (tusen wattimmar), används ofta vid mätning av förbrukning av elektrisk energi.

## Multipelenheter
Wattimme används tillsammans med SI-prefix för att bilda större enheter.
| Enhet        | Betydelse | Storlek                                                                          |
| ------------ | --------- | -------------------------------------------------------------------------------- |
| Kilowattimme | kW·h      | 103 wattimmar = 1 000 wattimmar = 3 600 000 joule                                |
| Megawattimme | MW·h      | 106 wattimmar = 1 000 kilowattimmar                                              |
| Gigawattimme | GW·h      | 109 wattimmar = 1 000 megawattimmar = 1 000 kilowattimmar                        |
| Terawattimme | TW·h      | 1012 wattimmar = 1 000 gigawattimmar = 1 000 megawattimmar = 1 000 kilowattimmar |

## Exempel

### Förbrukning
En vanlig spisplatta (1 000 W = 1 kW) som är påslagen under en timme förbrukar en kilowattimme (1 kW * 1 h = 1 kWh) elektrisk energi som omvandlas till värmeenergi.
Elkonsumtionen i Sverige är cirka 15 000 kWh per person och år. Befolkningen i Sverige är cirka 10 miljoner personer. Den totala elkonsumtionen i Sverige blir då 15 000*10 000 000 = 150 000 000 000 kWh per år, alltså 150 miljarder kilowattimmar eller 150 TWh per år.

### Elproduktion
Sveriges största kärnkraftsreaktor Oskarshamn 3 har en toppeffekt på 1 400 MW = 1 400 000 kW och hade 2017 en kapacitetsfaktor på 77 procent vilket gav en produktion på 1 400 000 kW * 0,77 * 8 760 h = 9 400 000 000 kWh eller 9,4 TWh. 2018 producerade kärnkraften i Sverige drygt 60 TWh.
Ett av Sveriges största vattenkraftverk Harsprånget har en toppeffekt på cirka 900 MW = 900 000 kW, en kapacitetsfaktor på cirka 25 procent vilket ger en produktion på cirka 2 TWh per år eller 2 000 000 000 kWh per år. 2018 producerade vattenkraften i Sverige drygt 60 TWh.
En välkänd vindkraftsanläggning, Lillgrunds vindkraftpark nära Öresundsbron, har en toppeffekt på 110 MW = 110 000 kW, en kapacitetsfaktor på 34 procent och en produktion på cirka 330 GWh per år = 330 000 000 kWh per år. 2018 producerade vindkraften i Sverige cirka 16 TWh.